# Christian Eric Fahlcrantz
Christian Eric Fahlcrantz (Stora Tuna, 30 agosto 1790 – Västerås, 6 agosto 1866) è stato uno scrittore svedese.

## Biografia
Fratello di Carl Johan Fahlcrantz, fu autore del romanzo L'arca di Noè (1825) e dello scritto Roma d'un tempo e ora (1859), di chiara ispirazione atea.